# Fridlevstads distrikt
Fridlevstads distrikt är ett distrikt i Karlskrona kommun och Blekinge län. 
Distriktet ligger nordväst om Karlskrona. 

## Tidigare administrativ tillhörighet
Distriktet inrättades 2016 och utgörs av socknen Fridlevstad i Karlskrona kommun.
Området motsvarar den omfattning Fridlevstads församling hade vid årsskiftet 1999/2000.